# École nationale de médecine vétérinaire de Sidi Thabet
L'École nationale de médecine vétérinaire de Sidi Thabet (ENMV) est un établissement public d'enseignement tunisien fondé en 1974 et situé à Sidi Thabet. Rattaché à l'université de La Manouba, c'est le seul établissement d'enseignement de médecine vétérinaire du pays.

## Historique
L'École nationale de médecine vétérinaire de Sidi Thabet, créée par le décret n°101 du 25 décembre 1974, est placée sous la double tutelle des ministères de l'Enseignement supérieur et de l'Agriculture.
Depuis sa création, l'ENMV est dirigée par onze directeurs : le docteur Mohamed Haffani, le docteur Abdelkader Hassani, le professeur Lotfi El Bahri, le professeur Mohamed Kilani, le professeur Abdelfatteh Triki, le professeur Atef Malek, le professeur Mohamed Habib Jemli, le professeur Abdelhak Ben Younes, le professeur Mohamed Aziz Darghouth, le professeur Samir Ben Romdhane et le professeur Abdelfatteh Triki (depuis décembre 2017).

## Missions
L'École nationale de médecine vétérinaire de Sidi Thabet a pour mission de former des docteurs en médecine vétérinaire au cours d'une formation de six ans : une année préparatoire (dispensée dans plusieurs écoles préparatoires en Tunisie), deux années d'enseignement du premier cycle vétérinaire (PV1 et PV2), deux années d'enseignement du deuxième cycle vétérinaire (DV1 et DV2) et une année d'internat. Le diplôme de docteur en médecin vétérinaire est décerné aux étudiants ayant soutenu avec succès une thèse de doctorat en médecine vétérinaire.
L'école est constituée de trois départements d'enseignement, eux-mêmes constitués de plusieurs services :
- département des sciences cliniques : chirurgie, pathologie du bétail, aviculture, médecine des carnivores et des animaux de sport, reproduction, maladies contagieuses et parasitologie, maladies parasitaires et zoologie appliquée ;
- département des productions animales : hygiène des denrées alimentaires d'origine animale, zootechnie, alimentation et biologie marine ;
- département des sciences fondamentales : anatomie, anatomopathologie, biochimie, pharmacie et toxicologie, physiologie et microbiologie.

L'enseignement vétérinaire porte sur :
- la production, la nutrition, la reproduction et la santé des animaux, l'économie de l'élevage, l'hygiène, la médecine, la biologie, la pharmacie et la chirurgie des animaux ;
- la production et le contrôle des denrées d'origine animale ;
- les relations entre l'homme et l'animal et leur milieu en vue de la protection et de la défense de la santé du consommateur et de l'environnement.